# Якушово
Якушово (рос. Якушово) — присілок в Красногородському районі Псковської області Російської Федерації.
Населення становить 48 осіб. Входить до складу муніципального утворення Красногородська волость .

## Історія
Від 2015 року входить до складу муніципального утворення Красногородська волость .

## Населення
| 2001 | 2002 | 2010 |
| ---- | ---- | ---- |
| 62   | ↘48  | ↘34  |